# Luc Roosen
Pour les articles homonymes, voir Roosen.
Luc Roosen est un coureur cycliste belge, né le 17 septembre 1964 à Brée. Professionnel de 1986 à 1997, il a notamment remporté le Tour de Suisse en 1991. Il a obtenu entre autres de nombreuses places d'honneur dans des courses d'un jour, et se distingua également dans les courses par étapes.

## Biographie
Lors de sa première saison chez les professionnels au sein de l'équipe Superconfex, Roosen glana une étape du Critérium du Dauphiné. Sa huitième place au clasdement général laisse présager un bel avenir au jeune espoir belge. L'année suivante, il remporte une étape du Midi Libre. Il gagnera trois ans plus tard deux étapes du Tour Méditerranéen, dont un succès au Mont Faron. Spécialiste des courses d'une semaine, il compte notamment une victoire lors du Tour de Suisse en 1991. Après s'être échappé lors de la seconde étape, il résista aux assauts de Pascal Richard et d'Andy Hampsten pour remporter sa plus grande victoire chez les professionnels.

## Palmarès

### Palmarès amateur
- 1984
  - Hasselt-Spa-Hasselt
  - 2e de Bruxelles-Zepperen

### Palmarès professionnel
| - 1986 - 4e étape secteur b du Critérium du Dauphiné libéré - 8e du Critérium du Dauphiné libéré - 1987 - 6ea étape du Grand Prix du Midi libre - 3e du Grand Prix de la ville de Zottegem - 1988 - Tour du Haut-Var - 5e étape du Tour de Suisse - 2e du Tour d'Aragon - 2e de la Course des raisins - 3e de Milan-Turin - 4e du Tour de Lombardie - 5e du Championnat de Zurich - 6e de Liège-Bastogne-Liège - 1989 - 4e étape du Tour d'Andalousie - 2e étape de la Schwanenbrau Cup - 2e du Tour d'Andalousie - 2e du Tour méditerranéen - 3e du Tour du Haut-Var - 3e du Tour de Lombardie - 9e de Paris-Nice - 10e de la Flèche wallonne - 1990 - 7e étape du Critérium du Dauphiné libéré - 3e étape du Tour de Suisse - Trophée des grimpeurs - 2e du Trophée Luis Puig - 2e de l'Amstel Gold Race - 3e du Tour de Romandie - 5e de Liège-Bastogne-Liège | - 1991 - 3e étape secteur a du Tour méditerranéen - 4e étape du Tour du Vaucluse - Tour de Suisse : - Classement général - 2e étape - 3e du Tour du Vaucluse - 9e du Championnat de Zurich - 1992 - 3e du Tour du Frioul - 5e de l'Amstel Gold Race - 5e de la Classique de Saint-Sébastien - 7e de la Flèche wallonne - 8e du Grand Prix des Amériques - 9e du championnat du monde sur route - 10e de la Wincanton Classic - 1994 - 2e du Tour d'Andalousie - 1995 - 2e du Tour de Basse-Autriche - 3e de Gand-Wevelgem - 1996 - 9e étape du Tour d'Autriche - 2e du Tour d'Autriche |  |

## Résultats sur les grands tours

### Tour de France
6 participations
- 1986 : 103e
- 1987 : 104e
- 1989 : 27e
- 1992 : abandon (14e étape)
- 1993 : 83e
- 1994 : 68e

### Tour d'Espagne
1 participation
- 1991 : 37e

### Tour d'Italie
1 participation
- 1992 : abandon (16e étape)